# Уравнение на Левин
Уравнението на Левин, B=ƒ(P,E) не е точно математическо уравнение, представящо количествени отношения, а е по-скоро евристично уравнение, замислено от психолога Курт Левин. То твърди, че Поведението (B) е функция (ƒ) на личността (Р) и нейната или неговата среда (Е). Уравнението е най-известната формула в социалната психология, на която Левин е модерен пионер. Когато за първи път е представено в книгата на Левин „Принципи на топологическата психология“, публикувана през 1936 г., то противоречи на най-популярните теории в това, че отдава значимост на моментната ситуация на личността в разбирането на нейното поведение, отколкото да разчита изцяло на миналото.